# Jaime Câmara
Jaime Câmara (Jardim de Angicos, 16 de julho de 1909 — Goiânia, 29 de outubro de 1989), foi um jornalista, empresário e político brasileiro.

## História
Seu berço de nascimento foi o município de Jardim de Angicos, onde nasceu em 1909, de lá saiu ainda bem jovem para tentar a sorte no sul do Brasil, ficando em Goiás, velha capital, cidade que então lhe oferecia oportunidades de expansão de seus sonhos de empresário e empreendedor, embora fosse fechada na aceitação do novo e do forasteiro, uniu-se ao idealismo de outros tantos e fundou a AGI pelo trabalho de Albatênio Caiado de Godoi. 
No jornal A Razão, propiciou a discussão de fatos da época, embora de limitadas proporções. Vitoriosa a Revolução de 1930, a velha capital de Goiás, o reacender da velha e controvertida ideia de transferência da Capital para local de melhor acesso.Mudada a Capital, integrou a corrente de pioneiros que sonharam os sonhos de Pedro Ludovico Teixeira e aqui fundou em 1938 o Jornal O Popular que até hoje continua sendo o maior veículo de comunicação da capital goiana, de insuperável prestígio.
Aqui se uniu ao talento de Célia Câmara e criou a família, empresário, interligou-se à vida política de Goiás, eleito Prefeito Municipal de Goiânia em 1958, Deputado Federal dez anos depois, em 1968, pela ARENA e, mais tarde, eleito novamente em 1982, pelo PDS, com expressiva votação.Fundou a Rádio Anhanguera, O Jornal de Brasília ,a Televisão Anhanguera e todo o complexo de comunicação. Teve o mandato de Deputado Federal cassado e os direitos políticos suspensos por dez anos, na legislatura 1967-1971, em face do disposto no art. 4 do Ato Institucional nº 5, de 13 de dezembro de 1968.